# Almelo de Riet
Almelo de Riet – przystanek kolejowy w Almelo, w prowincji Overijssel, w Holandii. Znajdują się tu 2 perony.